# Eilema minutissima
Eilema minutissima är en fjärilsart som beskrevs av George Thomas Bethune-Baker 1911. Eilema minutissima ingår i släktet Eilema och familjen björnspinnare. Inga underarter finns listade i Catalogue of Life.